# Riopa punctata
Riopa punctata — вид сцинкоподібних ящірок родини сцинкових (Scincidae). Мешкає в Південній Азії.

## Поширення і екологія
Riopa punctata мешкають в Індії, Пакистані, Непалі, Бангладеш і Шрі-Ланці, можливо, також в Бутані. Вони живуть в тропічних лісах, чагарникових заростях і садах, на висоті від 10 до 2500 м над рівнем моря. Живляться дрібними комахами, відкладають яйця, в кладці 2-4 яйця.